# Arnold Toynbee
För historikern Arnold J. Toynbee, se Arnold J. Toynbee.
Arnold Toynbee, född 23 augusti 1852 i London, död 9 mars 1883 i Wimbledon, var en brittisk ekonomhistoriker känd för sin vilja att förbättra levnadsförhållandena för arbetarklassen. Han var son till Joseph Toynbee och farbror till Arnold J. Toynbee.
Toynbee graduerades i Oxford efter studier i historia och nationalekonomi och var från 1878 "lecturer" där vid Balliol College. Han utövade starkt personligt inflytande på studenterna, särskilt på deras åsikter i sociala frågor, och påverkade även långt vidare kretsar än de akademiska genom sina populära föreläsningar i London och andra industricentra. Dessutom ivrade han med framgång för de akademiskt bildades deltagande i den sociala hjälpverksamheten bland de fattigaste i London, men överansträngning bröt tidigt hans kroppskrafter. 
Toynbee studerade särskilt den industriella revolutionen i England från 1760-talet framåt. Ett resultat av detta studium var hans, postumt av hans vän Benjamin Jowett utgivna, Lectures on the Industrial Revolution of the 18:th Century in England (1884, åttonde upplagan 1908; i senare upplagor utökad med hans kritik av Henry Georges lära). Efter Toynbee uppkallades det av hans medarbetare vid den sociala hjälpverksamheten i Whitechapel, Samuel Augustus Barnett, grundlagda Toynbee Hall.